# Sonic Riders: Zero Gravity
Sonic Riders: Zero Gravity – gra wyścigowa z serii Sonic the Hedgehog wydana na początku 2008 roku na konsole Wii i PlayStation 2, będąca kontynuacją gry wyścigowej Sonic Riders z 2006 roku.